# Crozon
Crozon (Bretons: Kraozon) is een gemeente in het Franse departement Finistère, in de regio Bretagne. De plaats maakt deel uit van het arrondissement Châteaulin. Crozon telde op 1 januari 2022 7.410 inwoners.
Tot het midden van de 19e eeuw was de plaats een vissersplaats waar vooral op tonijn werd gevist. Crozon en de haven van Morgat werden toeristisch bekend door het reisboek Par les champs et par les grèves van Gustave Flaubert en Maxime Du Camp. Jules Verne situeerde een deel van zijn boek Comte de Chanteleine (1864) in de grotten van Morgat. Ook schilders als Odilon Redon en Maxime Maufra ontdekten Crozon en Morgat. Armand Peugeot bouwde er in 1884 het Grand Hôtel de la Mer en villa's voor de toeristen. De plaats beleefde haar hoogdagen in het toerisme tijdens het interbellum.
In de kerk van Saint-Pierre van Crozon is een houten retabel met polychrome beschildering dat de tienduizend martelaren van Armenië voorstelt.

## Geografie
De gemeente ligt op het schiereiland van Crozon. De oppervlakte van Crozon bedroeg op 1 januari 2022 80,37 vierkante kilometer; de bevolkingsdichtheid was toen 92,2 inwoners per km².
Naast Crozon liggen verspreid in de gemeente nog verschillende gehuchten. Ten zuidwesten van het centrum ligt de badplaats Morgat. Langs de rivier de Kerloc'h liggen de plaats Saint-Jean en een militair terrein. In het noorden liggen de gehuchten Saint-Fiacre et Le Fret. Het noordelijkste punt van de gemeente wordt gevormd door het schiereiland Île Longue dat in de Rede van Brest ligt. In het westen ligt het Pointe de Dinan, dat het zuidelijke punt vormt van de baai Anse de Dinan. De Cap de la Chèvre vormt het meest zuidelijke punt van de gemeente en van het Crozonschiereiland. Vlakbij ligt het gehucht Rostudel.
In het westen ligt de gemeente aan de Iroise, in het noordoosten aan de Rede van Brest en in het zuidoosten aan de Baai van Douarnenez.

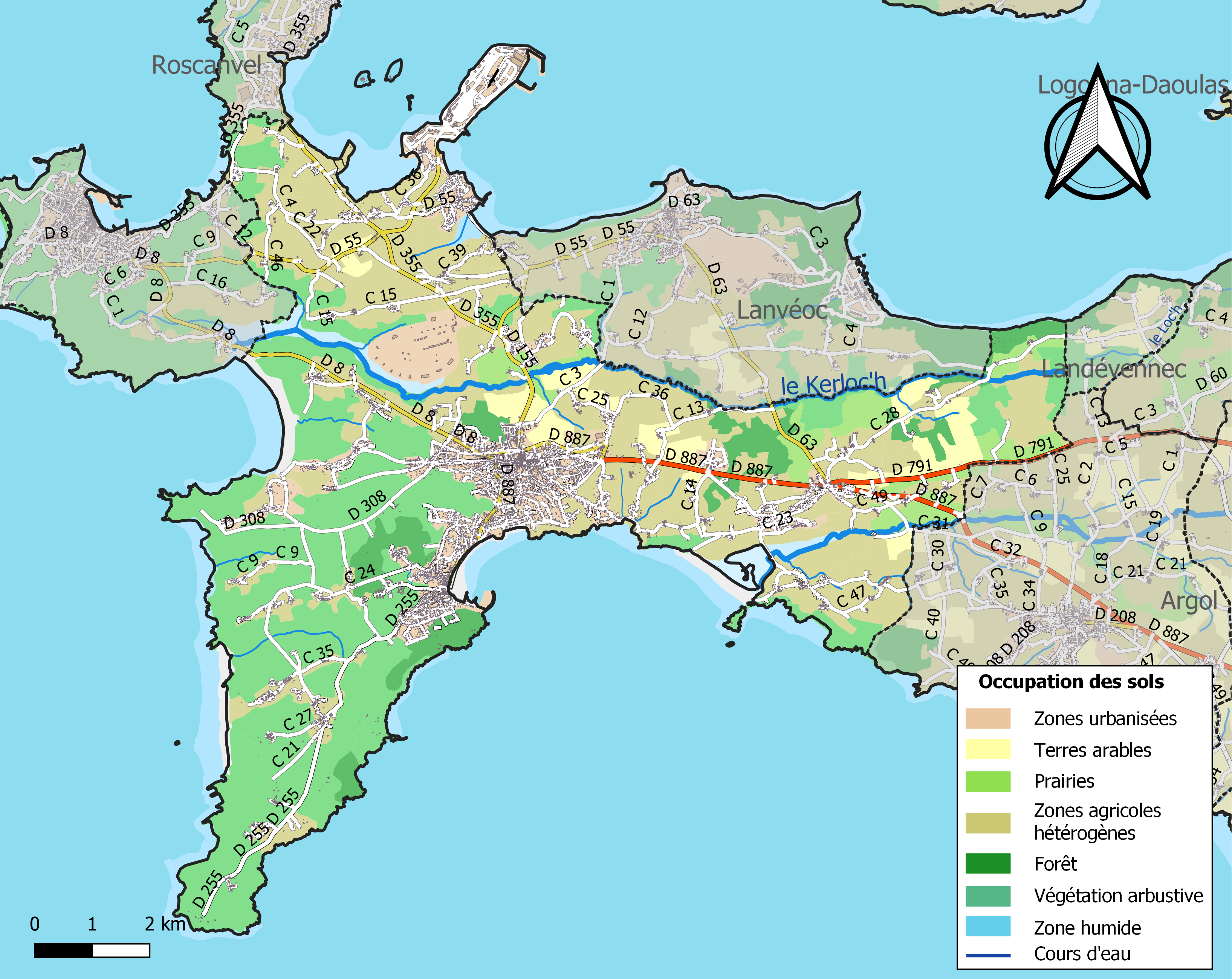
Kaart van de gemeente met belangrijkste infrastructuur, bodemgebruik en omliggende gemeenten

## Demografie
Onderstaande figuur toont het verloop van het inwonertal (bron: INSEE-tellingen).

## Geboren in Crozon
- Louis Jouvet (1887-1951), acteur, regisseur en toneeldirecteur

## Afbeeldingen

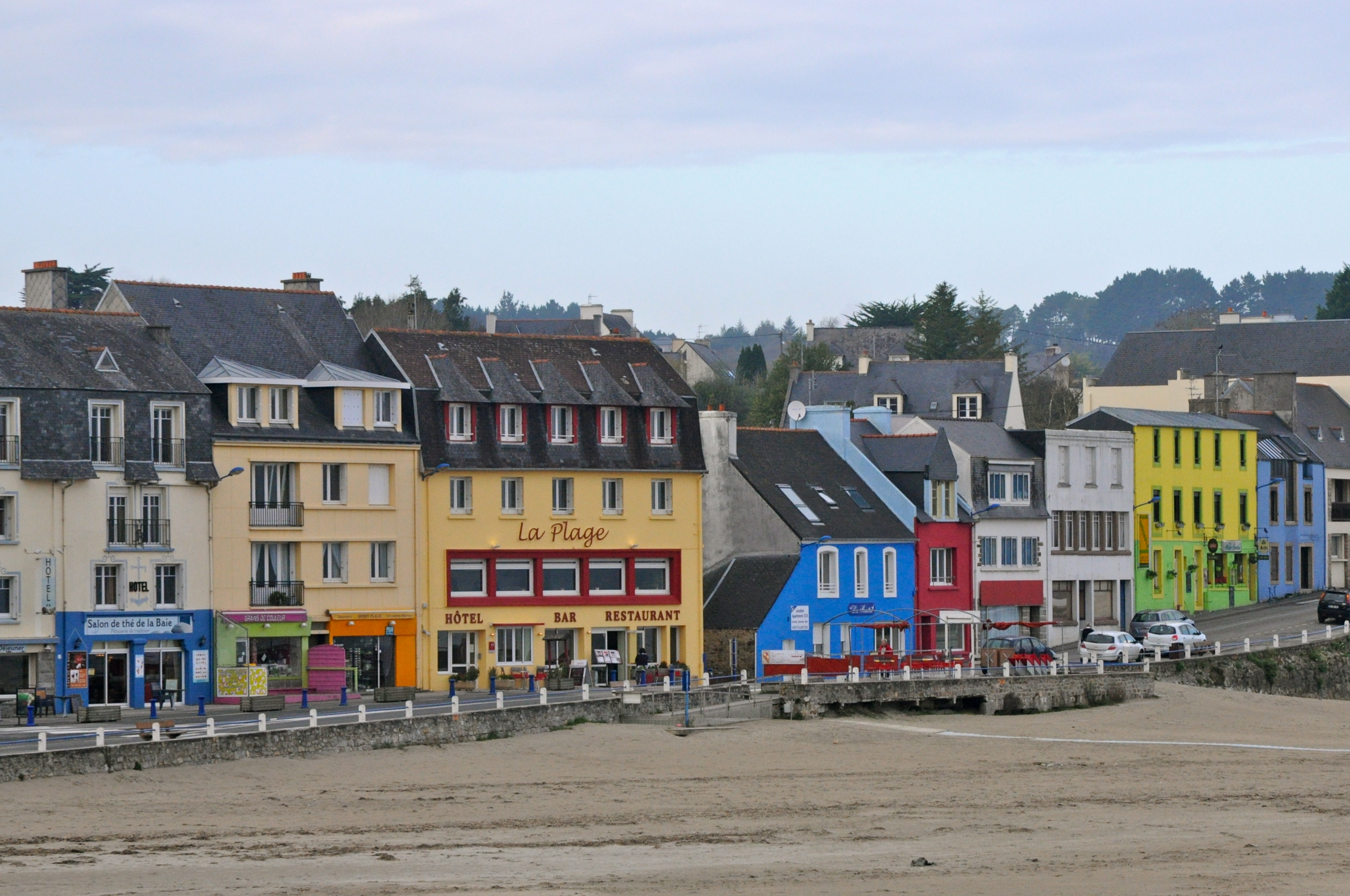
Morgat
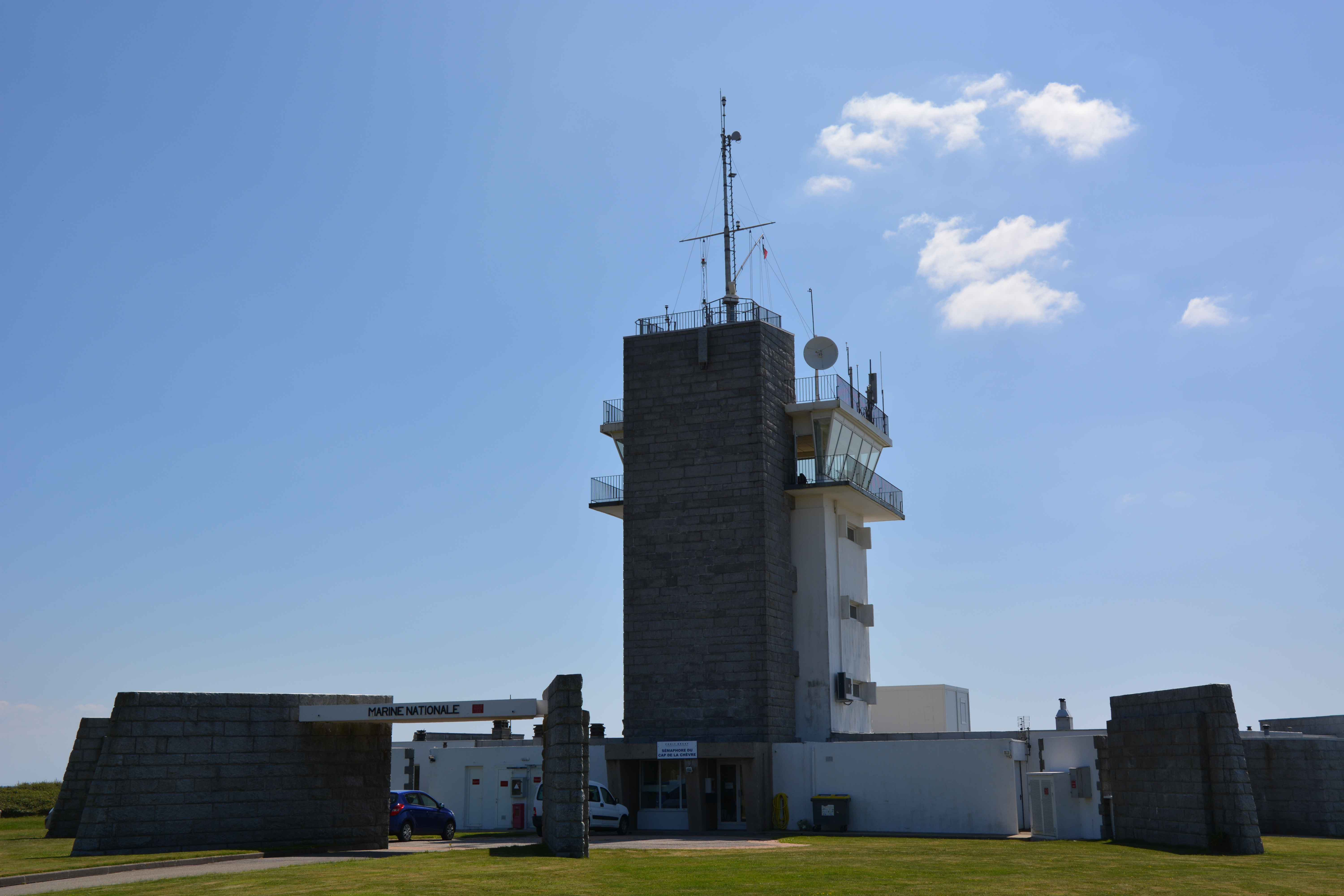
Vuurtoren van Cap de la Chèvre
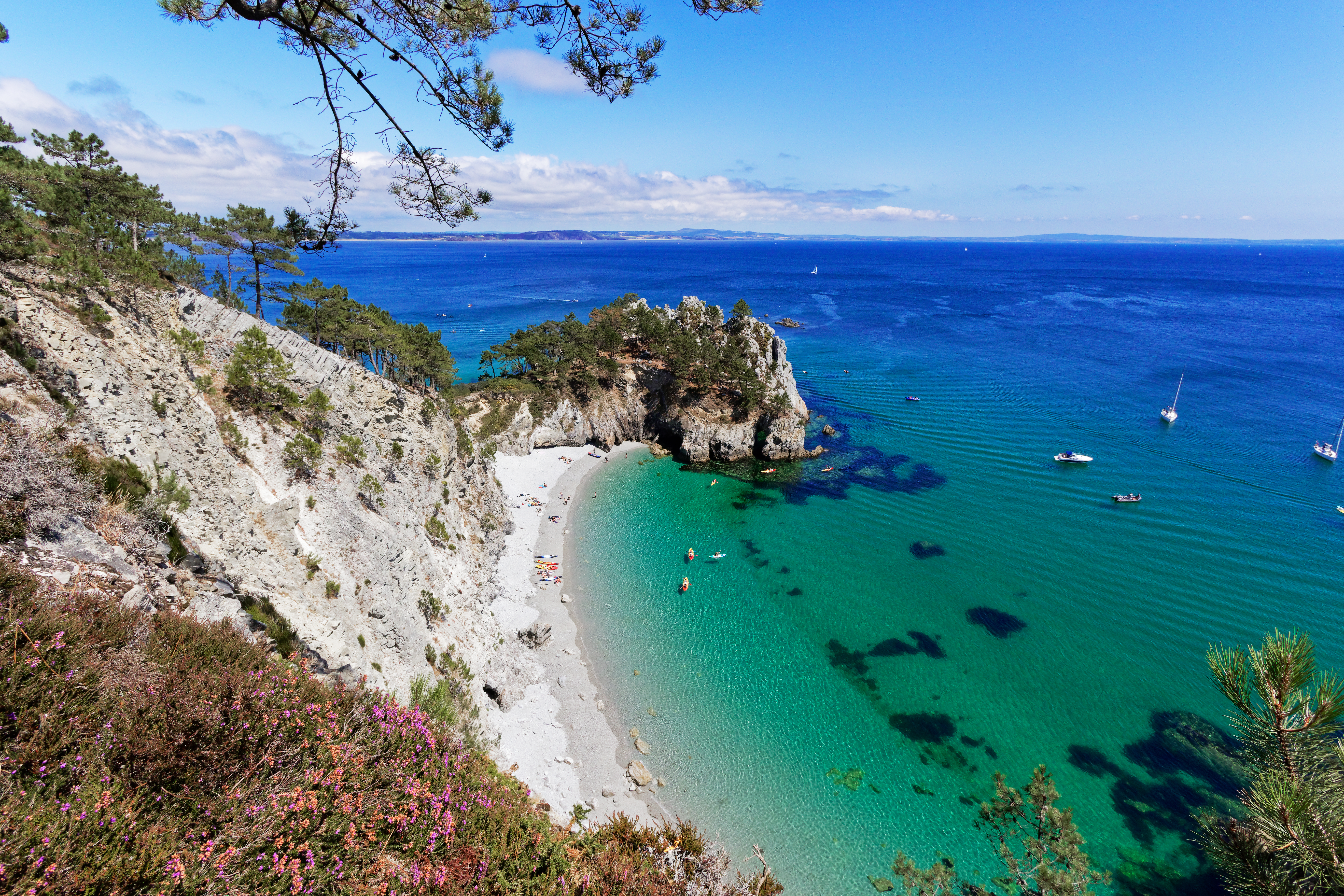
Cap de la Chèvre gezien vanaf wandelroute GR 34